# Nystalea collaris
Nystalea collaris är en fjärilsart som beskrevs av William Schaus 1910. Nystalea collaris ingår i släktet Nystalea och familjen tandspinnare. Inga underarter finns listade i Catalogue of Life.